# 岳興阿 (博爾濟吉特氏)
岳兴阿（？—1854年），博爾濟吉特氏，满洲正蓝旗人。
岳興阿考授为内阁中书，出任河南南阳府知府，升为湖北布政使。咸丰四年（1854年），太平军攻破武昌城，岳兴阿被杀。赠封骑都尉世职，谥刚节。